# Shunsō Hishida
Shunsō Hishida 菱田 春草 (?) (Prefettura di Nagano, 21 settembre 1874 – Tokyo, 16 settembre 1911) è stato un pittore giapponese del genere Nihonga.
Shunsō era lo pseudonimo del pittore; il suo vero nome era Hishida Miyoji. Fu allievo di Okakura Tenshin ed ebbe un ruolo di rilievo nel rinnovamento della pittura Nihonga  durante il periodo Meiji.  È conosciuto anche per i numerosi dipinti di gatti.

## Biografia
Shunsō nacque nel 1874 a Iida nella Prefettura di Nagano. Si trasferì a Tokyo nel 1889 per studiare presso lo studio di Yuki Masaaki  (1834–1904) della Scuola Kanō. Già l’anno seguente si iscrisse al  Tōkyō Bijutsu Gakkō (Istituto d’Arte di Tokyo, quello che successivamente sarebbe diventata l’Università nazionale delle Arti e della Musica). Shunsō ebbe come insegnante Kawabata Gyokushō e Hashimoto Gahō, fu profondamente influenzato da Okakura Tenshin e Ernest Fenollosa e condivise molta parte della propria formazione con il compagno di studi Yokoyama Taikan.
Dopo il diploma,  Shunsō oltre ad essere assunto come insegnante all’Istituto d’Arte di Tokyo del quale aveva appena completato il ciclo di studi, fu incaricato dal Museo della Casa Imperiale, (oggi Museo nazionale di Tokyo) della riproduzione di importanti dipinti antichi di soggetto religioso appartenenti ai templi Buddisti di Kyoto e Nara.
Nel 1898 fu al fianco di Okakura Tenshin nell’avvio dell’Accademia giapponese d’arte  (Nihon Bijutsuin). 
Tra il 1903 e il 1905, viaggiò a lungo all’estero, organizzando mostre opere in India, Stati Uniti e Europa, in collaborazione con Okakura e Yokoyama Taikan.
Al rientro in Giappone,  Shunsō partecipò a numerose mostre, tra cui il Bunten, l’esposizione sostenuta dal Governo, attraverso il Ministero dell’Istruzione.
Negli ultimi anni della sua vita,  si ammalò gravemente di nefropatia, tanto grave da minargli la vista.  Per il timore di una incombente cecità,  Shunsō si mise a dipingere freneticamente ogni volta che le sue condizioni fisiche glielo consentivano.
È stato insignito dell’Ordine della Cultura.
Un’ampia retrospettiva delle sue opere si è tenuta al Museo nazionale d'arte moderna di Tokyo nel 2014.

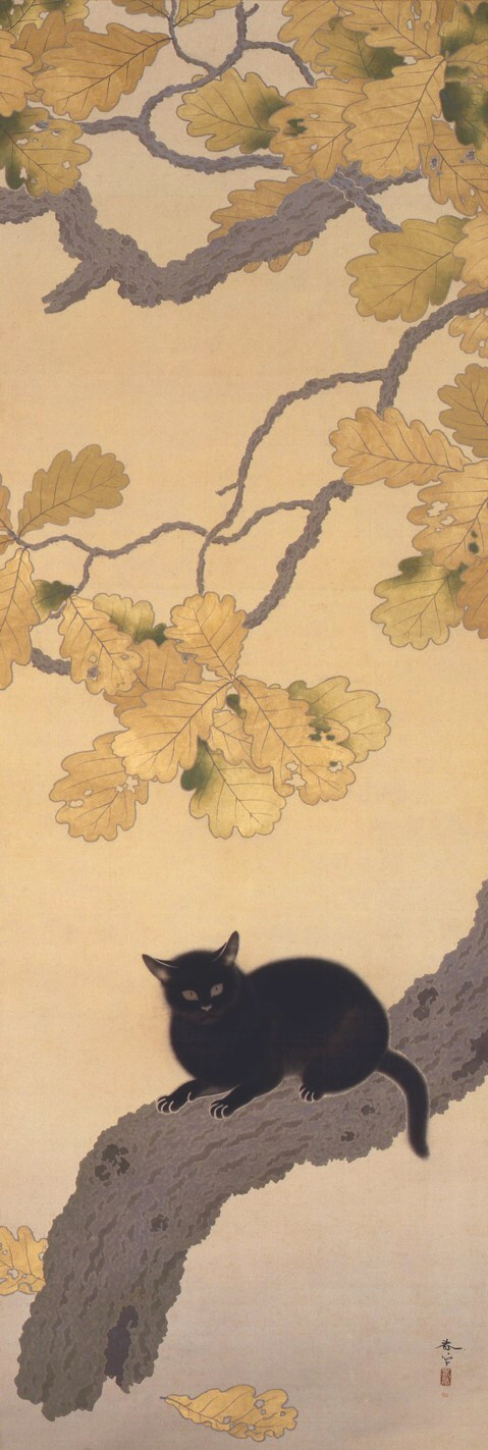
Kuroki Neko

## Stile e fortuna
Shunsō sviluppò un nuovo stile pittorico, che fu definito dai contemporanei in modo dispregiativo moro-tai (stile vago o stile indefinito). 
Questo nuovo metodo, nato anche a seguito dello studio e della ricerca sulla pittura occidentale, in particolare la pittura impressionista che valorizzava i punti illuminati di un soggetto, prevedeva profili sfumati e abbandonava completamente il disegno della linea di contorno dell’immagine riprodotta, contorno che caratterizzava la gran parte della pittura tradizionale giapponese. Questo stile non ebbe giudizi favorevoli e anzi fu severamente avversato dai critici d’arte contemporanei.
Shunsō si rese conto che se la pittura moro-tai era efficace nel dipingere paesaggi d’atmosfera, quali la nebbia mattutina o i bagliori del tramonto,  la tecnica del contorno sfumato in graduazione di colore non era applicabile ad altri soggetti.  Shunsō allora incominciò ad integrare lo sfumato della tecnica moro-tai con il contorno lineare dei soggetti e a valorizzare le sfumature dei colori per rendere la tridimensionalità dei volumi; Ie sue opere più tarde mostrano un nuovo stile che sintetizza elementi della tradizione e aspetti innovativi.
I suoi lavori, soprattutto quelli posteriori al 1905 e dunque successivi al viaggio in occidente, esprimono una grande quiete e contemplazione della natura. Gli animali sono dipinti con la tecnica del “karabake”: gocce di pittura sono poste sul supporto bagnato e accompagnate con pennello asciutto in modo da ottenere una stesura del colore molto sfumata.

## Opere
Nel 1909, la sua opera  Ochiba (Foglie a terra)  vinse il più importante riconoscimento alla terza mostra del Bunten. Questa opera è stata designata Bene culturale importante del Giappone dall’Agenzia governativa per i Beni culturali ed è ora nella collezione dell’Eisei Bunko Museum di Tokyo.
Anche Kuroki Neko (Gatto nero) del 1910 è stata designata Bene culturale importante del Giappone.

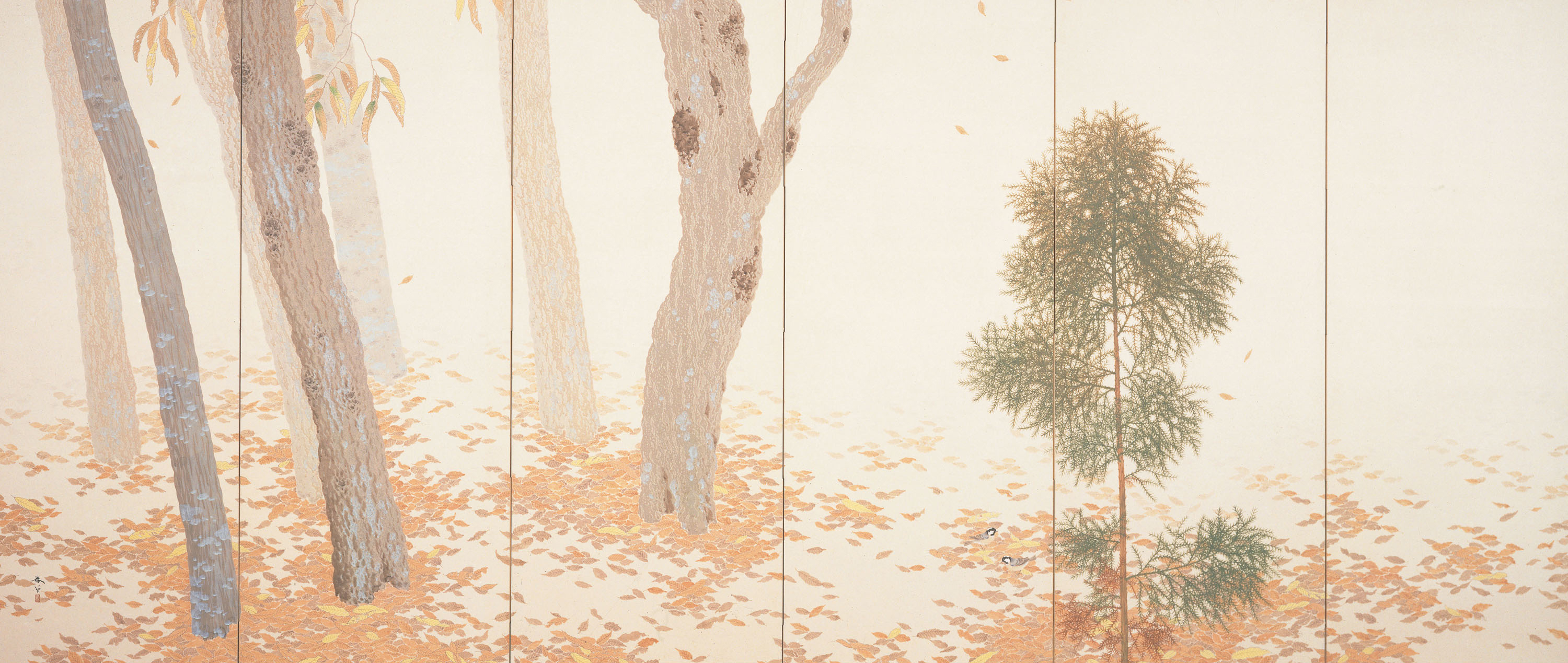
Foglie a terra (Ochiba)  - 1909 – Coppia di paraventi pieghevoli a 6 ante ciascuno  - Inchiostro di china e pigmenti su carta -  Esposti al terzo “Bunten” del Ministero della Cultura – Oggi al Museo Eisei Bunko, Tokyo  - Opera dichiarata Bene di importanza culturale del Giappone
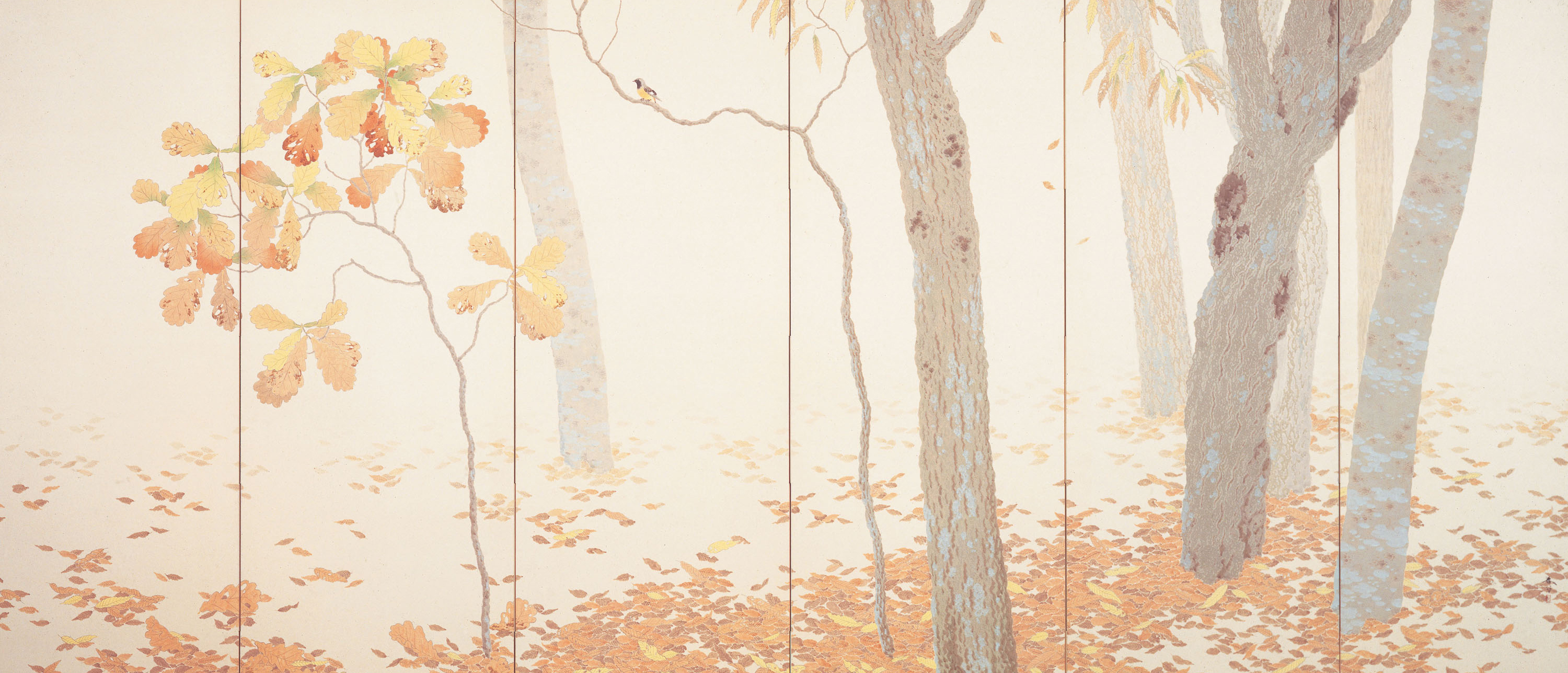
Foglie a terra (Ochiba)-  Paravento pieghevole di destra

## Filatelia
Nel 1951 il ritratto di Hishida Shunsō è stato riprodotto su francobollo postale dalle Poste Giapponesi della Serie Esponenti della Cultura.
Il dipinto “Gatto nero” è stato selezionato come soggetto per un francobollo commemorativo della Serie Arte moderna nel 1979.